# Chặng đua GP Bỉ 2020
Chặng đua GP Bỉ 2020 (tên chính thức là Formula 1 Rolex Belgian Grand Prix 2020) là chặng đua thứ 7 của Giải đua xe Công thức 1 2020. Chặng đua diễn ra từ ngày 28 đến 30 tháng 08 năm 2020 tại trường đua Circuit de Spa-Francorchamps, Vương quốc Bỉ. Người chiến thắng là Lewis Hamilton của đội đua Mercedes.

## Diễn biến chính
Không có nhiều sự kiện đáng nhớ ở chặng đua này. Nhóm 4 tay đua xuất phát đầu tiên về đích theo đúng thứ tự xuất phát của họ. Lewis Hamilton giành pole và dễ dàng chiến thắng.
Sau chặng đua, Hamilton gia cố ngôi đầu BXH tổng với 157 điểm.

## Kết quả
| Stt                                                         | Số xe | Tay đua            | Đội đua                   | Lap | Thời gian          | Xuất phát | Điểm |
| ----------------------------------------------------------- | ----- | ------------------ | ------------------------- | --- | ------------------ | --------- | ---- |
| 1                                                           | 44    | Lewis Hamilton     | Mercedes                  | 44  | 1:24:08.761        | 1         | 25   |
| 2                                                           | 77    | Valtteri Bottas    | Mercedes                  | 44  | +8.448             | 2         | 18   |
| 3                                                           | 33    | Max Verstappen     | Red Bull Racing-Honda     | 44  | +15.455            | 3         | 15   |
| 4                                                           | 3     | Daniel Ricciardo   | Renault                   | 44  | +18.877            | 4         | 13   |
| 5                                                           | 31    | Esteban Ocon       | Renault                   | 44  | +40.650            | 6         | 10   |
| 6                                                           | 23    | Alexander Albon    | Red Bull Racing-Honda     | 44  | +42.712            | 5         | 8    |
| 7                                                           | 4     | Lando Norris       | McLaren-Renault           | 44  | +43.774            | 10        | 6    |
| 8                                                           | 10    | Pierre Gasly       | AlphaTauri-Honda          | 44  | +47.371            | 12        | 4    |
| 9                                                           | 18    | Lance Stroll       | Racing Point-BWT Mercedes | 44  | +52.603            | 9         | 2    |
| 10                                                          | 11    | Sergio Pérez       | Racing Point-BWT Mercedes | 44  | +53.179            | 8         | 1    |
| 11                                                          | 26    | Daniil Kvyat       | AlphaTauri-Honda          | 44  | +1:10.200          | 11        |      |
| 12                                                          | 7     | Kimi Räikkönen     | Alfa Romeo Racing-Ferrari | 44  | +1:11.504          | 16        |      |
| 13                                                          | 5     | Sebastian Vettel   | Ferrari                   | 44  | +1:12.894          | 14        |      |
| 14                                                          | 16    | Charles Leclerc    | Ferrari                   | 44  | +1:14.920          | 13        |      |
| 15                                                          | 8     | Romain Grosjean    | Haas-Ferrari              | 44  | +1:16.793          | 17        |      |
| 16                                                          | 6     | Nicholas Latifi    | Williams-Mercedes         | 44  | +1:17.795          | 19        |      |
| 17                                                          | 20    | Kevin Magnussen    | Haas-Ferrari              | 44  | +1:25.540          | 20        |      |
| Ret                                                         | 99    | Antonio Giovinazzi | Alfa Romeo Racing-Ferrari | 9   | Accident           | 18        |      |
| Ret                                                         | 63    | George Russell     | Williams-Mercedes         | 9   | Debris/Collision   | 15        |      |
| DNS                                                         | 55    | Carlos Sainz Jr.   | McLaren-Renault           | 0   | Power unit/Exhaust | —         |      |
| Fastest lap: Daniel Ricciardo (Renault) – 1:47.483 (lap 44) |       |                    |                           |     |                    |           |      |

Nguồn: Trang chủ Formula1

## BXH sau chặng đua
|         | Stt | Tay đua         | Điểm |
| ------- | --- | --------------- | ---- |
|         | 1   | Lewis Hamilton  | 157  |
|         | 2   | Max Verstappen  | 110  |
|         | 3   | Valtteri Bottas | 107  |
| 2       | 4   | Alexander Albon | 48   |
| 1       | 5   | Charles Leclerc | 45   |
| Source: |     |                 |      |

|         | Stt | Đội đua                   | Điểm |
| ------- | --- | ------------------------- | ---- |
|         | 1   | Mercedes                  | 264  |
|         | 2   | Red Bull Racing-Honda     | 158  |
| 1       | 3   | McLaren-Renault           | 68   |
| 1       | 4   | Racing Point-BWT Mercedes | 66   |
|         | 5   | Ferrari                   | 61   |
| Source: |     |                           |      |